# Kyšice - Kobyla
Kyšice - Kobyla este o arie protejată (arie specială de conservare — SAC, sit de importanță comunitară — SCI) din Republica Cehă întinsă pe o suprafață de 20,37 ha, integral pe uscat.

## Localizare
Centrul sitului Kyšice - Kobyla este situat la coordonatele 50°05′21″N 14°05′16″E / 50.089167°N 14.087778°E.

## Înființare
Situl Kyšice - Kobyla a fost declarat sit de importanță comunitară în aprilie 2005 pentru a proteja 1 specie de animale. Situl a fost protejat și ca arie specială de conservare în august 2013.

## Biodiversitate
Situată în ecoregiunea continentală, aria protejată nu include niciun habitat protejat.
La baza desemnării sitului se află o specie protejată de  amfibieni: triton cu creastă (Triturus cristatus).